# 西門·海爾
西門·海爾（英語：Simon Hale，1964年—）是来自英國伯明翰的作曲家、編曲家和鍵盤手，来自伯明翰。海爾參與多項製作，他憑藉與安德鲁·黑尔合作的《黑色洛城》拿下英国学院游戏奖最佳原創配樂獎，又以《窈窕淑男》獲得東尼獎提名，之後用《北方城鎮的女孩》奪得東尼獎最佳管弦樂。